# Heinz Berggruen
Heinz Berggruen (Berlín, 6 de enero de 1914-París, 23 de febrero de 2007) fue un comerciante de arte y coleccionista alemán.

## Biografía
Berggruen nació en el seno de una familia de judíos asimilados, hijo de Ludwig Berggruen, hombre de negocios que con anterioridad a la guerra regentó un negocio de material de oficina, y Antonie Berggruen, cuyo apellido de soltera era Zadek.
Estudió la educación primaria en el Goethe-Gymnasium de Wilmersdorf. Posteriormente, asistió a la Friedrich-Wilhelms Universität (hoy día Humboldt), donde se graduó en literatura el año 1932. En 1933 se trasladó a Francia para continuar sus estudios en las ciudades de Grenoble y Toulouse. Comenzó publicando artículos en el Frankfurter Zeitung, predecesor del Frankfurter Allgemeine Zeitung. Las restricciones recayentes sobre la comunidad judía en aquel tiempo dificultaba las oportunidades de publicar por parte de Berggruen, motivo por el que firmaba los textos con sus iniciales y ayudándose de un amigo para que este entregase los documentos al diario. En 1936, ante la presión cada vez mayor ejercida contra los judíos, decidió marcharse a Estados Unidos.
Se instaló en Berkeley, California, donde se matriculó en la universidad del mismo nombre para estudiar literatura alemana. En aquellos años, toda su familia moriría en un campo de concentración. Como en Alemania, se vinculó a un diario, el San Francisco Chronicle, donde ejerció el periodismo en calidad de crítico de arte. Posteriormente, en 1939, fue nombrado ayudante de dirección en el Museo de Arte Moderno de San Francisco, entrando en contacto con artistas de renombre internacional. Ese mismo año se casó con Lillian Zellerbach, con quien tuvo dos hijos, John y Helen.
Como ayudante, colaboró en la organización de una exposición sobre el pintor mexicano Diego Rivera. Durante la misma, conoció a Frida Kahlo. Ambos iniciaron una relación amorosa y se instalaron en Nueva York en 1940. Tras un corto periodo de tiempo, Kahlo decidió volver con Diego Rivera y Berggruen hizo lo propio con su esposa.
El interés por el mundo del arte creció hasta el punto de que ese mismo año adquirió su primera obra de arte a un refugiado judío que por aquel entonces estaba necesitado. La pieza en cuestión era una acuarela de Paul Klee por la que pagó 100 dólares americanos.
Finalizada la Segunda Guerra Mundial Berggruen regresó a Europa formando parte del Ejército de los Estados Unidos. Se reintegró trabajando brevemente en el diario Heute. Posteriormente se trasladó a París, donde trabajó en la división de bellas artes de la UNESCO, en aquel entonces dirigida por el que había sido su jefe en el museo de San Francisco, Grace Morley.
En 1947 abrió una pequeña librería en la Ile Saint Louis. A través de la misma comercializaba con libros ilustrados y obra gráfica de determinados artistas. A raíz de ello entró en contacto Tristan Tzara, quien más tarde le condujo hasta Pablo Picasso, con quien trabó amistad, disponiendo en su negocio de obra, original además de gráfica, de este artista.
En los años posteriores conoció a otros artistas y fue dando forma a una colección propia. La misma, reconocida internacionalmente, cuenta con 165 obras de grandes maestros del siglo XX, como Georges Braque, Henri Matisse, Paul Klee o Alberto Giacometti, entre otros, además de 85 obras de Picasso. El conjunto de la colección fue valorado en 2011 en 450 millones de euros.
En 1960 casó en segundas nupcias con Bettina Moissi, con quien tuvo otros dos hijos: Olivier y Nicolas, quien también es coleccionista de arte.
Su afición por el coleccionismo le llevó a cerrar su galería en 1980 y dedicarse plenamente a ello. En 1988 hizo una donación de 80 obras de Paul Klee al MoMA de Nueva York. En 1990, depositó gran parte de su colección en la Galería Nacional de Londres. En 1995 el gobierno alemán le cedió un apartamento en Berlín y le dedicó un museo en el edificio Stüler. La colección, que entonces contaba con 113 piezas, abrió al público en septiembre de 1996, llenando un vacío muy significativo en el patrimonio artístico berlinés. En el año 2000 Berggruen su colección pasó a manos de la comunidad, lo cual condujo a que fuese reconocido como ciudadano honorífico de Berlín y le fuese concedida la Cruz Federal del Mérito de Alemania.
El 23 de febrero de 2007 fallecía en París. Sus restos fueron trasladados a Berlín, siguiendo las indicaciones de su testamento, donde fue enterrado.